# Fille interdite
Fille interdite (titre original : Frauenarzt Dr Bertram) est un film allemand réalisé par Werner Klingler, sorti en 1957.
Ce film est l'adaptation d'une pièce de théâtre écrite par Hans Rehfisch (en) et intitulée Der Frauenarzt et publiée en 1929.

## Synopsis
Le docteur Bertram, qui a perdu sa fiancée lors d'un bombardement qui fut longtemps en captivité, tombe amoureux d'Hilda, un mannequin, mais il a apprend qu'elle est sa fille. Il se détache d'elle et Hilda tombe amoureuse de Kurt, un mauvais garçon, qui la met enceinte. Elle demande à Bertram de la faire avorter, et, devant son refus, elle s'adresse à une faiseuse d'anges mais l'opération  échoue.

## Fiche technique
- Titre : Frauenarzt Dr Bertram
- Titre : Fille interdite
- Titre secondaire 2 : La Maison de la honte
- Titre secondaire 3 : Mémoires d'un médecin pour femmes
- Réalisation :  Werner Klingler
- Scénario : J.A. Hübler-Kahla
- Directeur de la photographie : Erich Claunigk
- Montage : Ingrid Wacker
- Décorateurs : Max Mellin, Karl Weber
- Costumes : Marie Louise Lehmann
- Musique originale: Horst Dempwolff
- Équipe de production : Gustl Gotzler, Albert Stenzel, Kurt Zeimert
- Assistant réalisateur : Dieter Renner
- Ingénieur du son : Hans Joachim Richter
- Pays de production :  Allemagne de l'Ouest
- Sociétés de production : H.K.-Film
- Producteur : J.A. Hübler-Kahla
- Durée : 90 minutes
- Distributeur : Les Films Marbeuf
- Format : Noir et blanc - 1,37:1 - Mono
- Date de sortie :
  - Allemagne de l'Ouest : 14 novembre 1957

## Distribution
- Willy Birgel
- Winnie Markus
- Antje Geerk
- Lucie Mannheim
- Dietmar Schönherr
- Franz Muxeneder
- Helen Vita
- Hermann Nehlsen
- Trude Hesterberg
- Ingrid Lutz
- Angelika Ritter
- Florentine von Castell
- Sonja Ziemann
- Klaus Langer
- Werner Lieven